# Rue du Jour
La rue du Jour est une voie ancienne du 1er arrondissement de Paris, en France.

## Situation et accès
Du fait de son ancienneté et de ses divers aménagements historiques, notamment en ce qui concerne l'église Saint-Eustache et ses abords immédiats, la rue présente un gabarit hétérogène, étroit du côté de la rue Montmartre et très évasé à sa jonction avec les rues Rambuteau et Coquillière, devant Saint-Eustache. Face à l'église, les maisons de la rue datent du XVIIe siècle.

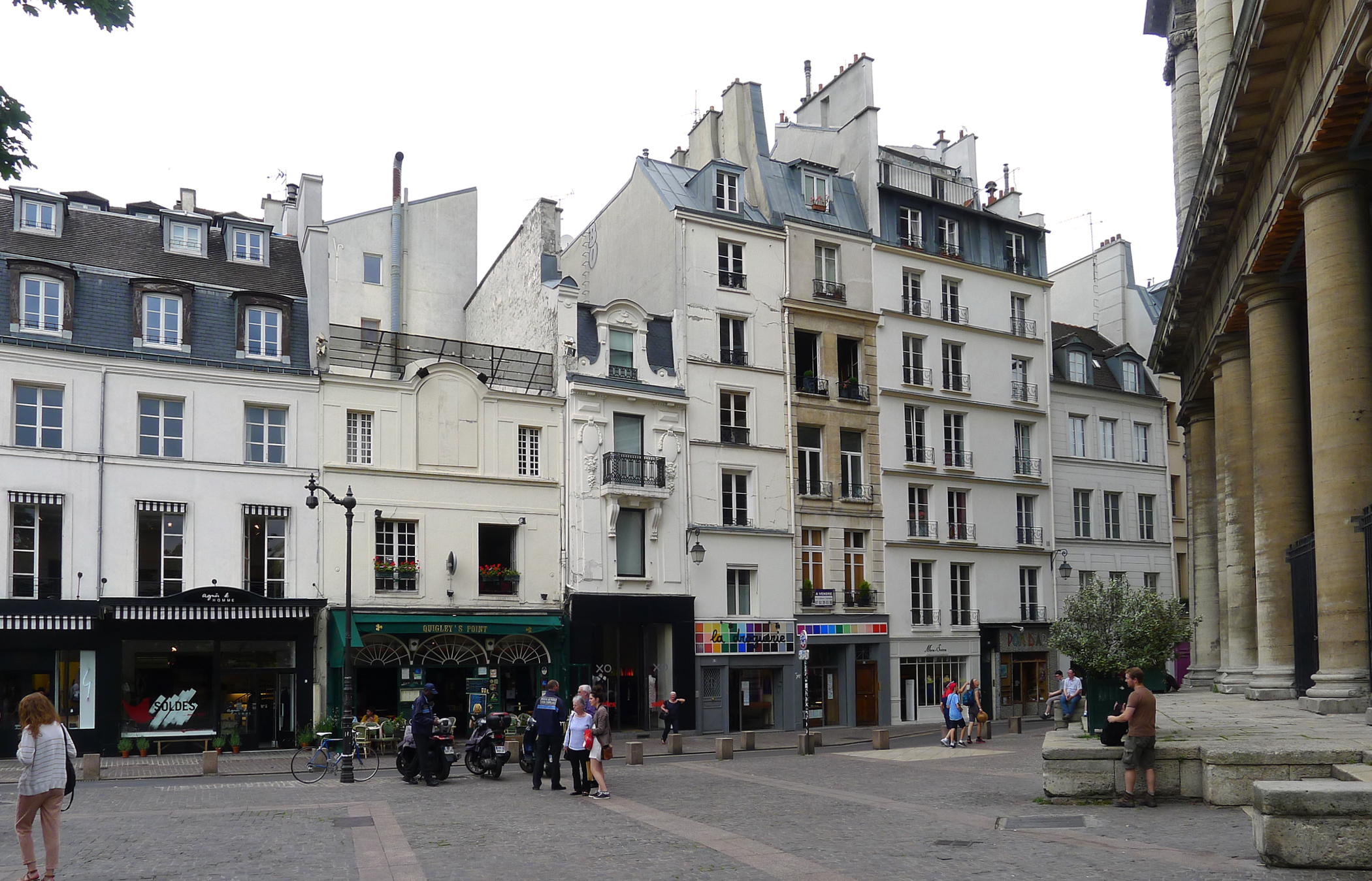
Maisons du XVIIe siècle, côté rue Coquillière.
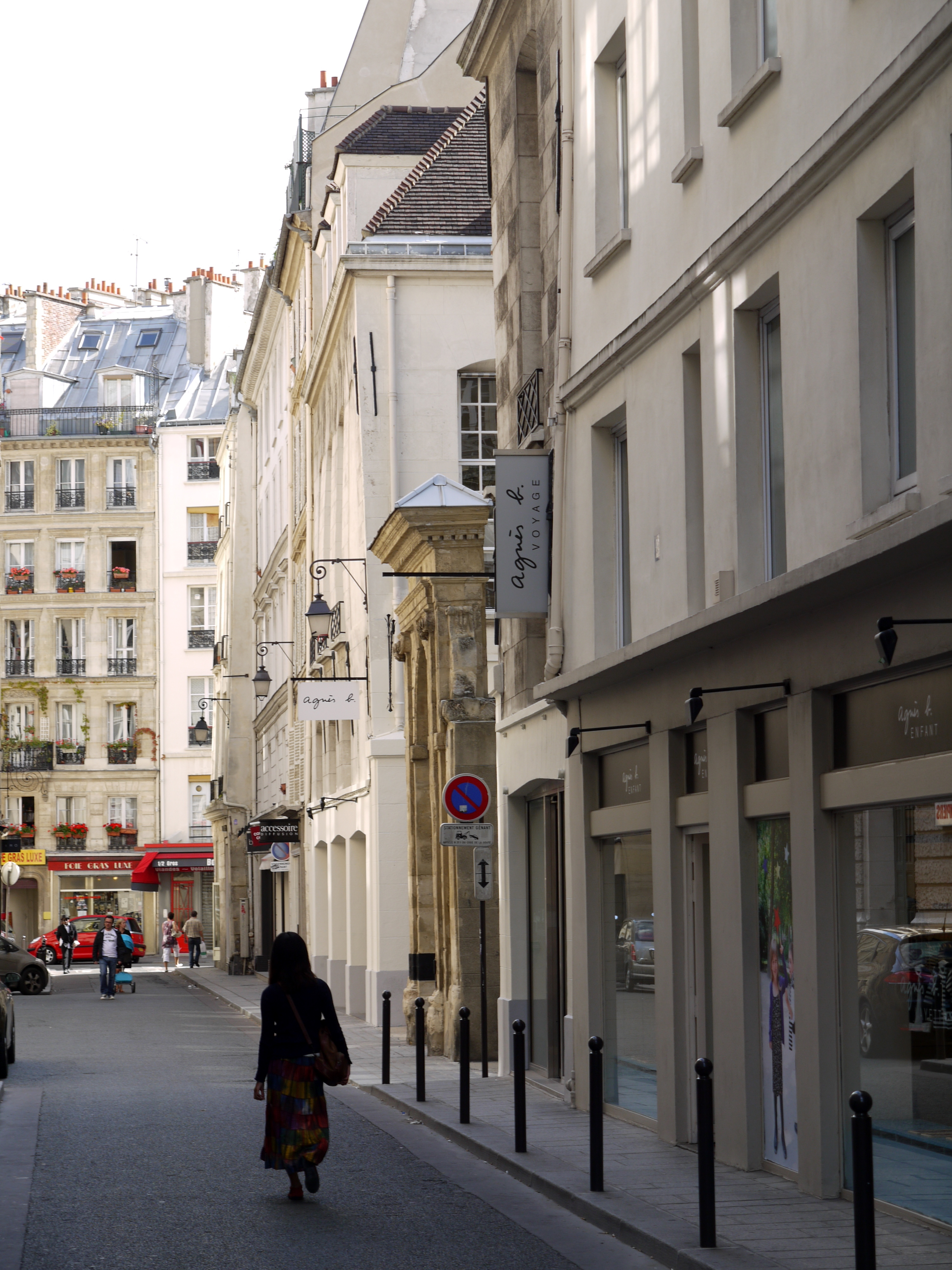
La rue vue en direction de la rue Montmartre.

Quelques vestiges de l'ancienne enceinte de Philippe Auguste, qui passait entre les actuelles rues Jean-Jacques Rousseau et du Jour, sont encore visibles dans les cours intérieures de certains immeubles de la rue, en particulier aux nos 9, 21 et 23.
La rue était prolongée au sud jusqu'en 1934 par la rue Oblin.

## Origine du nom
Vers 1370, Charles V, ayant fait construire de la rue Montmartre à la rue Coquillière un manège, des écuries et d'autres bâtiments nommés le « Séjour » du roi, cette voie prit alors le nom de « rue du Séjour » qui fut, par la suite, changé par la population en « rue du Jour', ».

## Historique

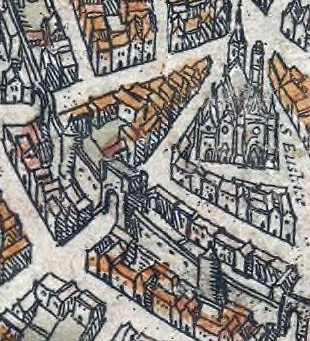
L'enceinte de Philippe Auguste au niveau de la « rue du Jour » sur le plan de Braun et Hogenberg (vers 1530).

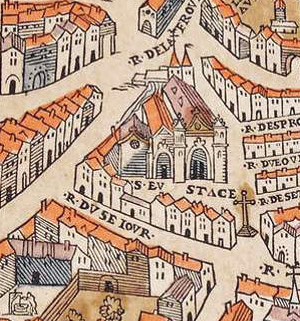
« Rue du Jour », en dessous de l'église Saint-Eustache, sur le plan de Truschet et Hoyau (1550).

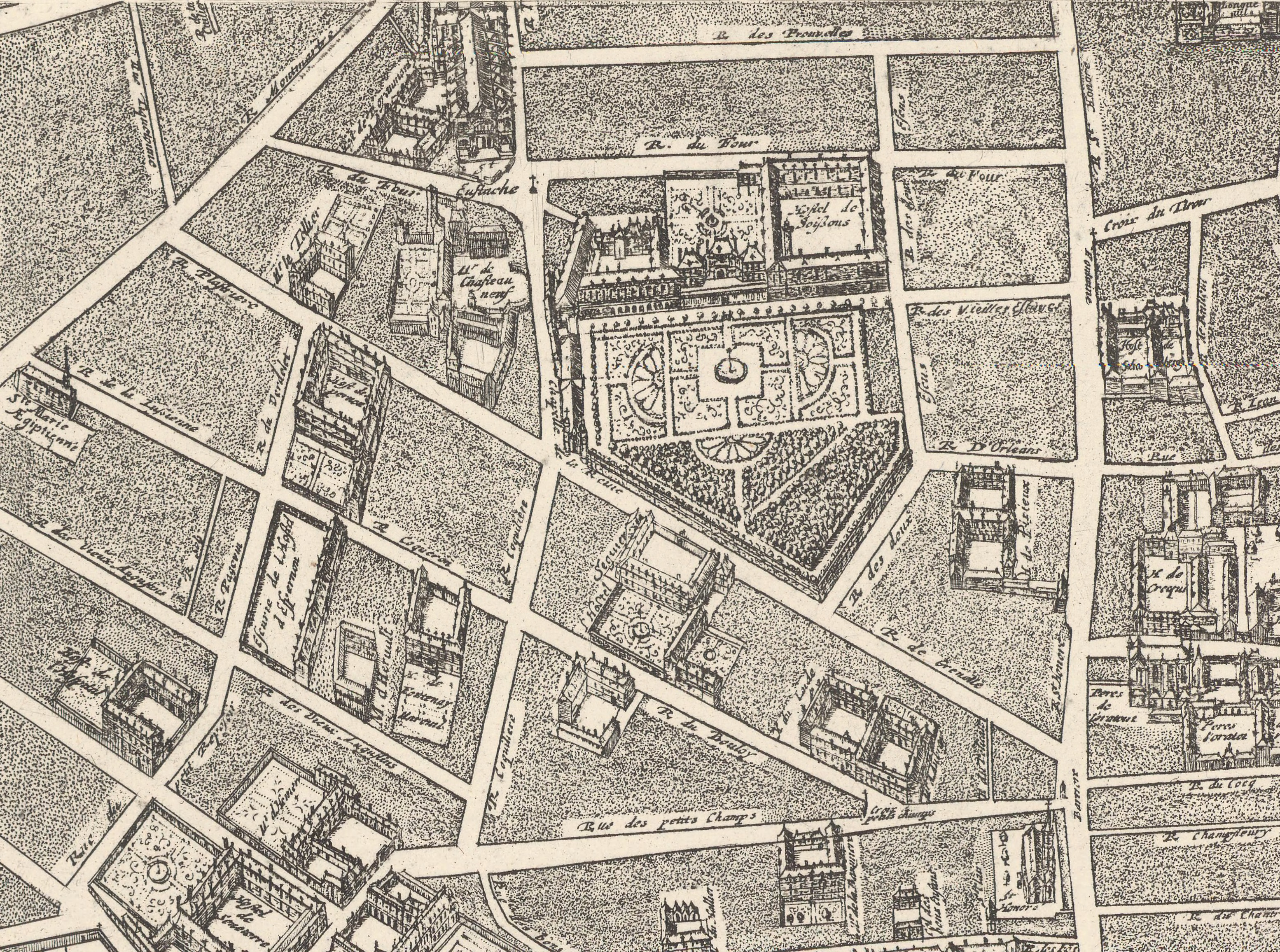
Elle est indiquée sous le nom de « rue du Four » sur le plan de Gomboust (1652).

Cette voie est un ancien chemin de ronde intérieur de l'enceinte de Philippe Auguste qui passait entre la rue du Jour et la rue Jean-Jacques-Rousseau actuelle. Cette partie d'enceinte ainsi que la porte Montmartre toute proche, qui était située vers le no 30 de la rue Montmartre, ont été détruites vers 1529-1535.
En 1256, 1258 et 1300, elle est connue sous le nom de « rue Raoul Roessolle » et « rue Raoul-Roissole », du nom d'un propriétaire qui possédait plusieurs maisons dans cette rue.
Elle est citée dans Le Dit des rues de Paris, de Guillot de Paris, sous le nom de « rue Raoul-Roissole ».
En 1313, on la trouve écrite par erreur sous le nom de « rue Raoul-Rossette », puis « rue Philippe-le-Mire » et « rue Jean-le-Mire », du nom d'autres propriétaires particuliers qui possédaient également plusieurs maisons dans cette rue.
Vers 1370, Charles V fait construire de la rue Montmartre à la rue Coquillière un manège, des écuries et d'autres bâtiments nommés le « Séjour » du roi. Cette voie prit alors le nom de « rue du Séjour » qui fut par la suite changé par la population en « rue du Jour », nom qui lui est resté,. C'est sous ce dernier nom qu'elle figure sur l'un des premiers plans de Paris, le plan de Truschet et Hoyau de 1550 (rue « DV SE IOVR »),.
Elle est citée sous le nom de « rue du Jour », dans un manuscrit de 1636 dont le procès-verbal de visite, en date du 22 avril 1636, indique qu'elle est « salle, boueuse et remplie d'immundices et de plus avons particulièrement veu quantité de fumiers compiliez avec boues, qui arrestent le cours des eaues des ruisseaux ».
Au centre du carrefour formé par les rues actuelles du Jour, Rambuteau (anciennement rue « Trainée ») et Coquillière, se dressait une grande croix, encore visible sur le plan de Turgot (1739), vestige peut-être du premier cimetière qui se situait devant la façade ouest actuelle de l'église (voir rue de la Croix-Neuve).
Une décision ministérielle du 6 fructidor an XIII (24 août 1805) signée Champagny fixe la largeur minimum de cette voie publique à 9 mètres. Suivant cet alignement, les propriétés de 1 à 15 ont été supprimées afin de former une place devant l'église Saint-Eustache.
En 1817, la rue du Jour commençait nos 1-2, rue Coquillière et finissait nos 9-11, rue Montmartre. Elle était située dans l'ancien 3e arrondissement dans le quartier Saint-Eustache.

Le dernier numéro impair était le no 33 et le dernier numéro pair était le no 10. Les numéros de la rue étaient noirs.

## Bâtiments remarquables et lieux de mémoire
- Dès 1316, l'hôtel des abbés de l'abbaye de Royaumont.

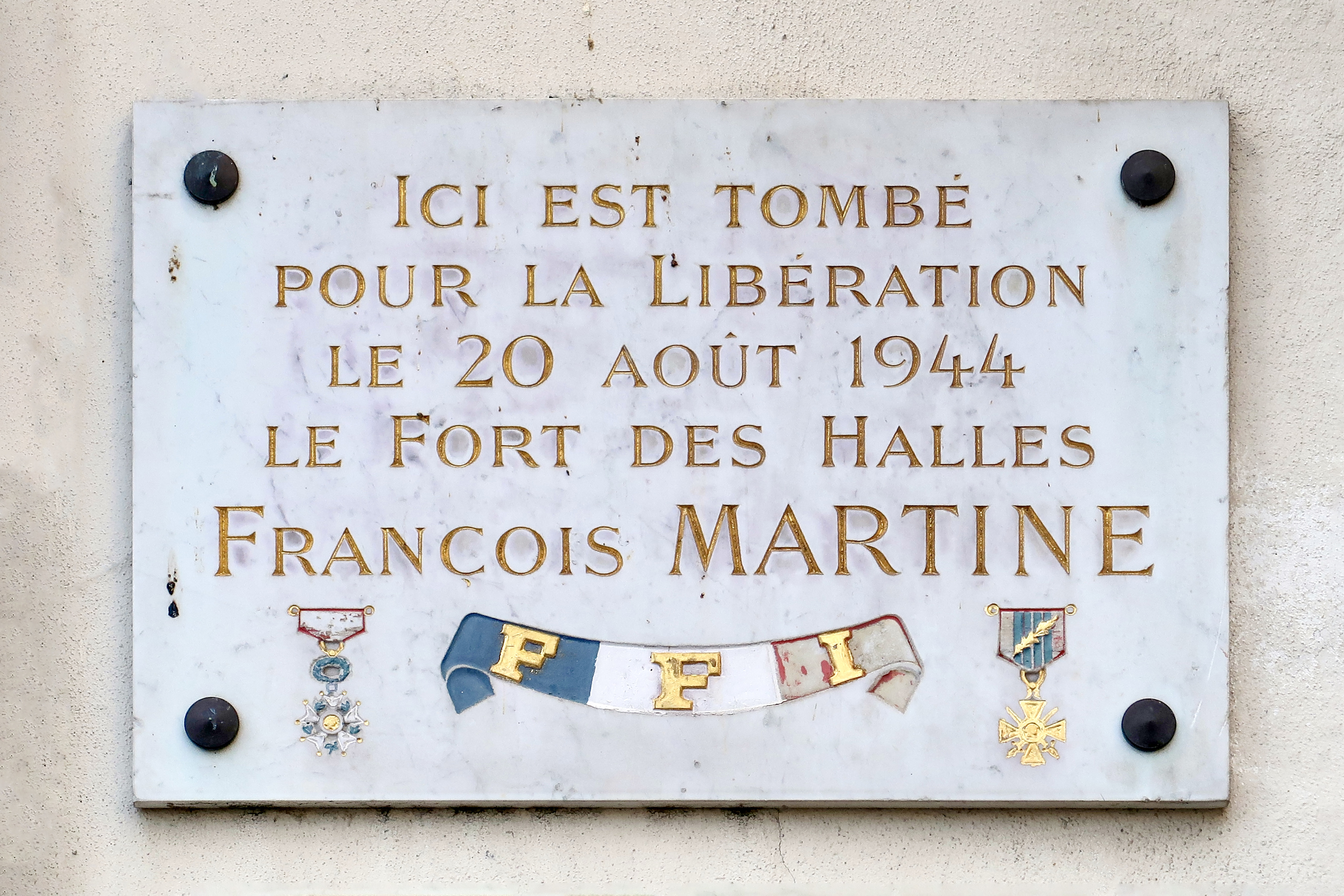
Plaque au n°1.

- No 1 : le résistant et fort des Halles François Martine y meurt pendant la Libération de Paris (1944), une plaque lui rend hommage.
- No 2 : église Saint-Eustache.
- No 3 : ici demeurait le peintre Henry Coëylas en 1885[6].
- No 4 : hôtel de Royaumont.
- No 6 : première boutique agnès b., ouverte en 1975[7] (une autre ouvre par la suite au no 2[8]).
- No 9 : vestige de l'enceinte de Philippe Auguste dans une cour de l'immeuble[9]. Cette enceinte passait entre les actuelles rues Jean-Jacques Rousseau et du Jour.
- No 17 : ici se trouvait dans les années 2000 une plaque commémorative fantaisiste : « Pierre SALATIER / Programmeur / EST NE DANS CET IMMEUBLE / le 12 novembre 1976 »[10].
- Nos 21 et 23 : vestiges de l'enceinte de Philippe Auguste, au titre des monuments classés[11]. Situé dans le sous-sol de la caserne Rousseau des sapeurs-pompiers de Paris, le mur de l’enceinte subsiste sur deux mètres de long environ. Il conserve son épaisseur d’origine[12].
- No 25 : ancien hôtel de La Porte, abrite aujourd'hui une résidence hôtelière Edgar Suites Group, après avoir accueilli le musée du Barreau de Paris.

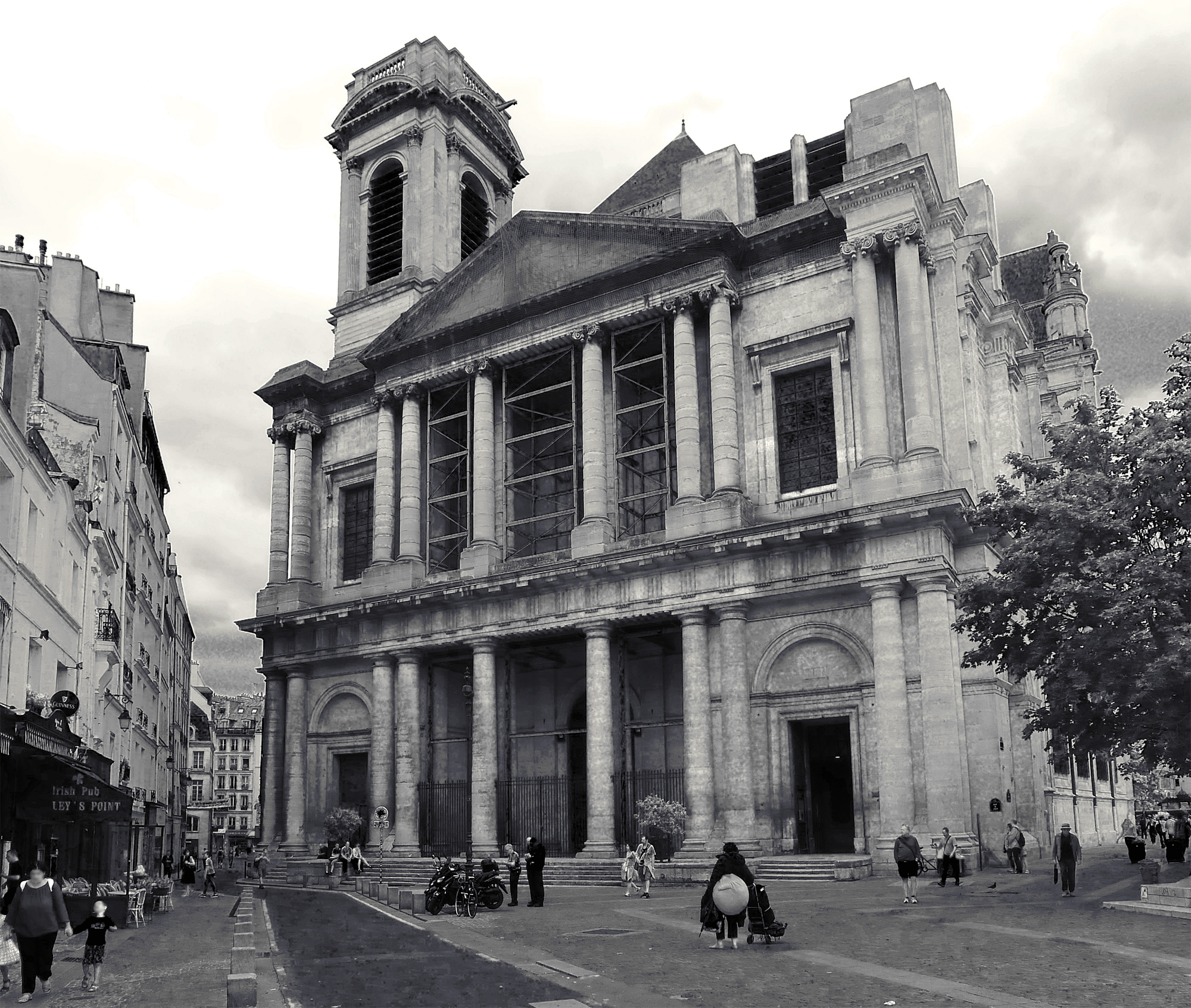
Le no 2 : façade de l'église Saint-Eustache, côté rue du Jour.
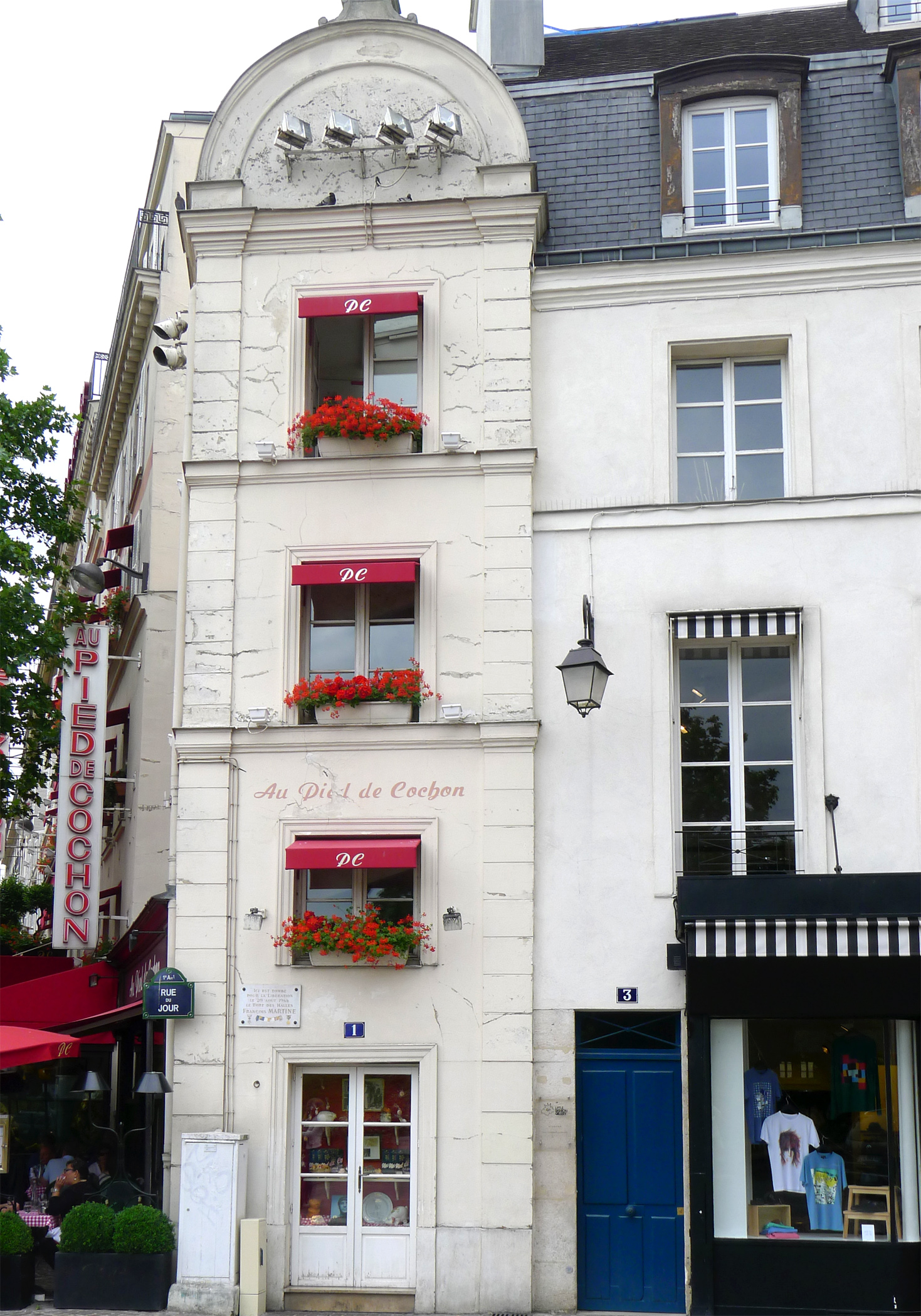
Le no 3, à droite.
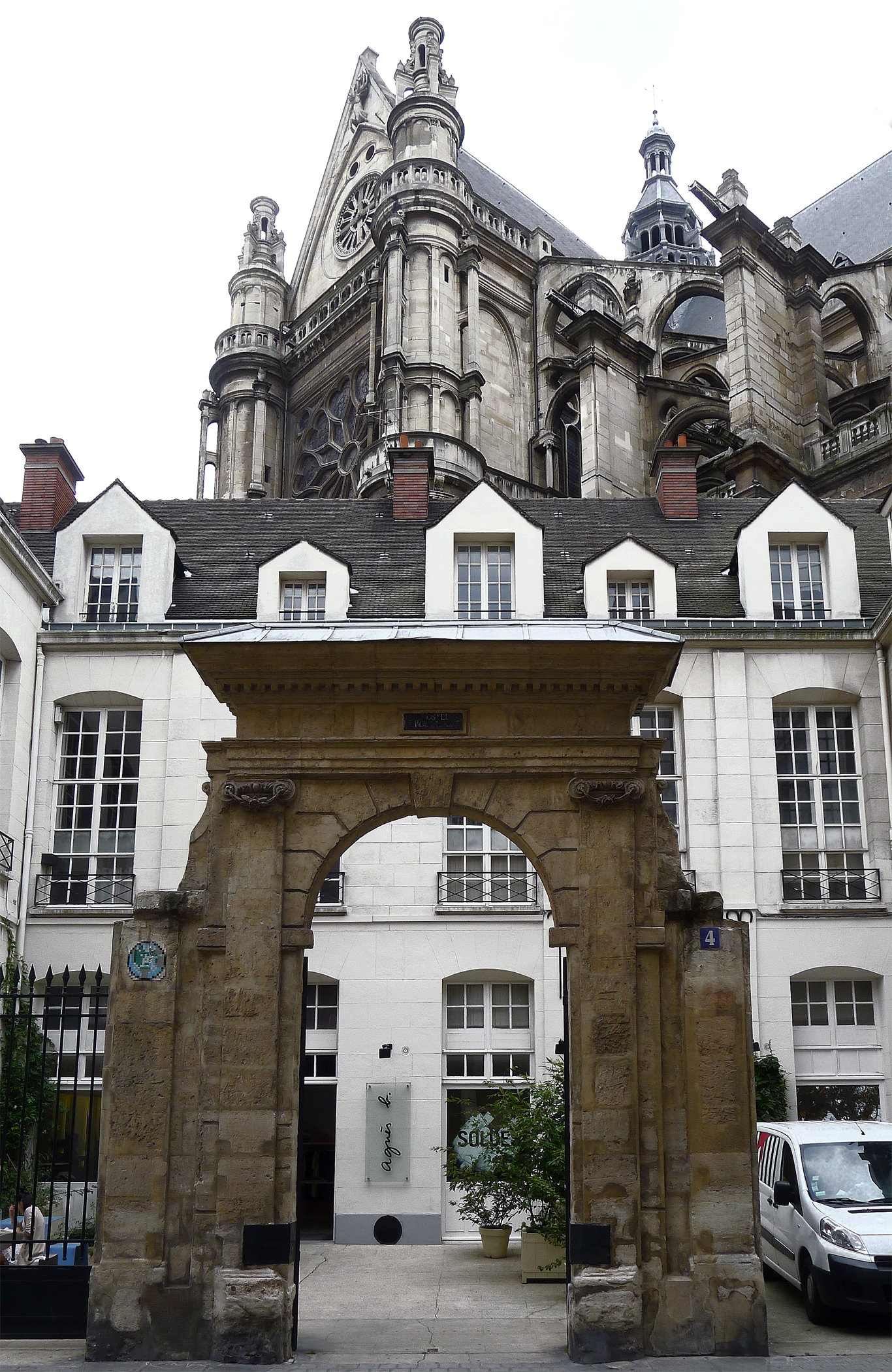
Le no 4 : l'hôtel de Royaumont.
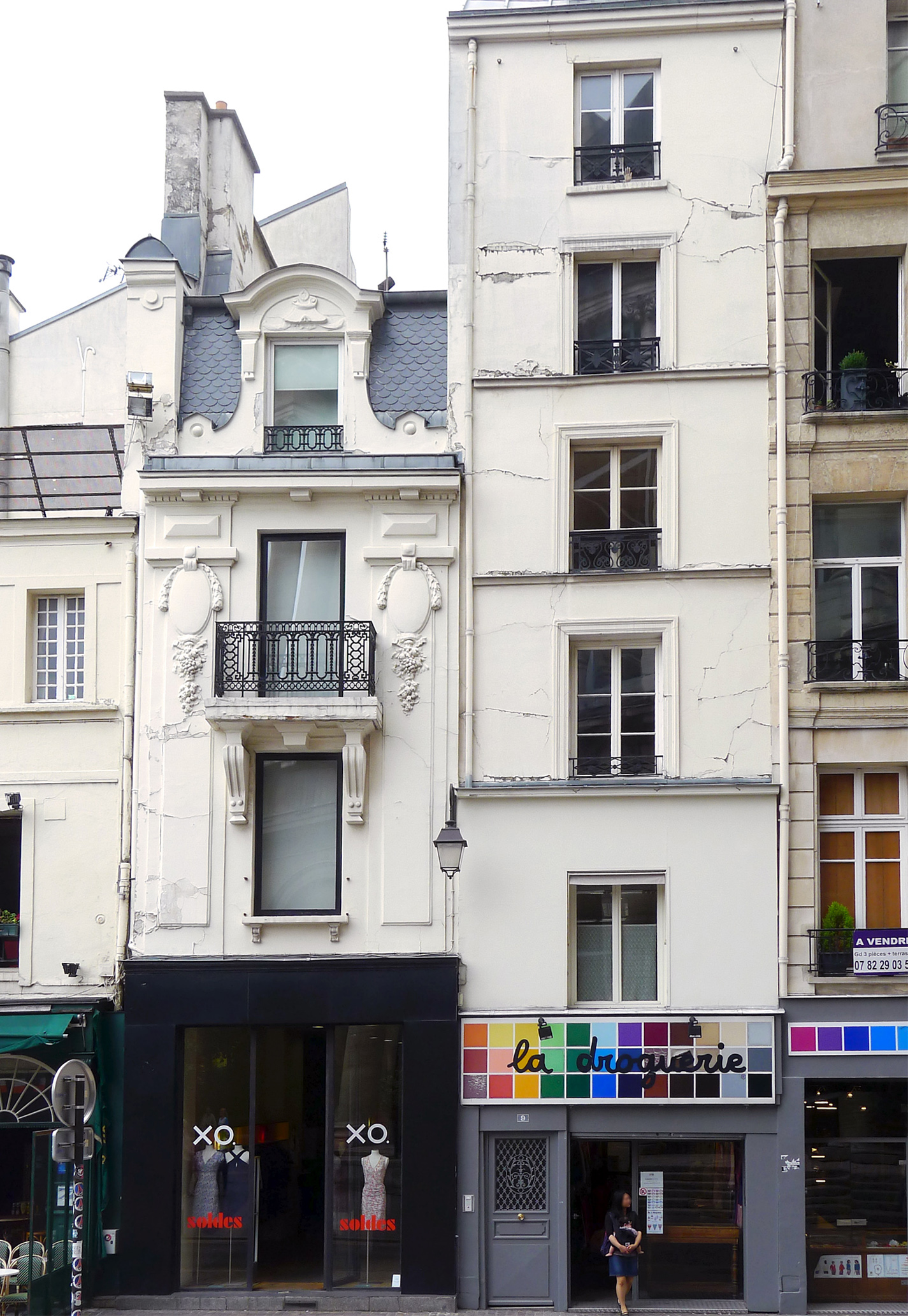
Le no 9, à droite, vu de la rue.
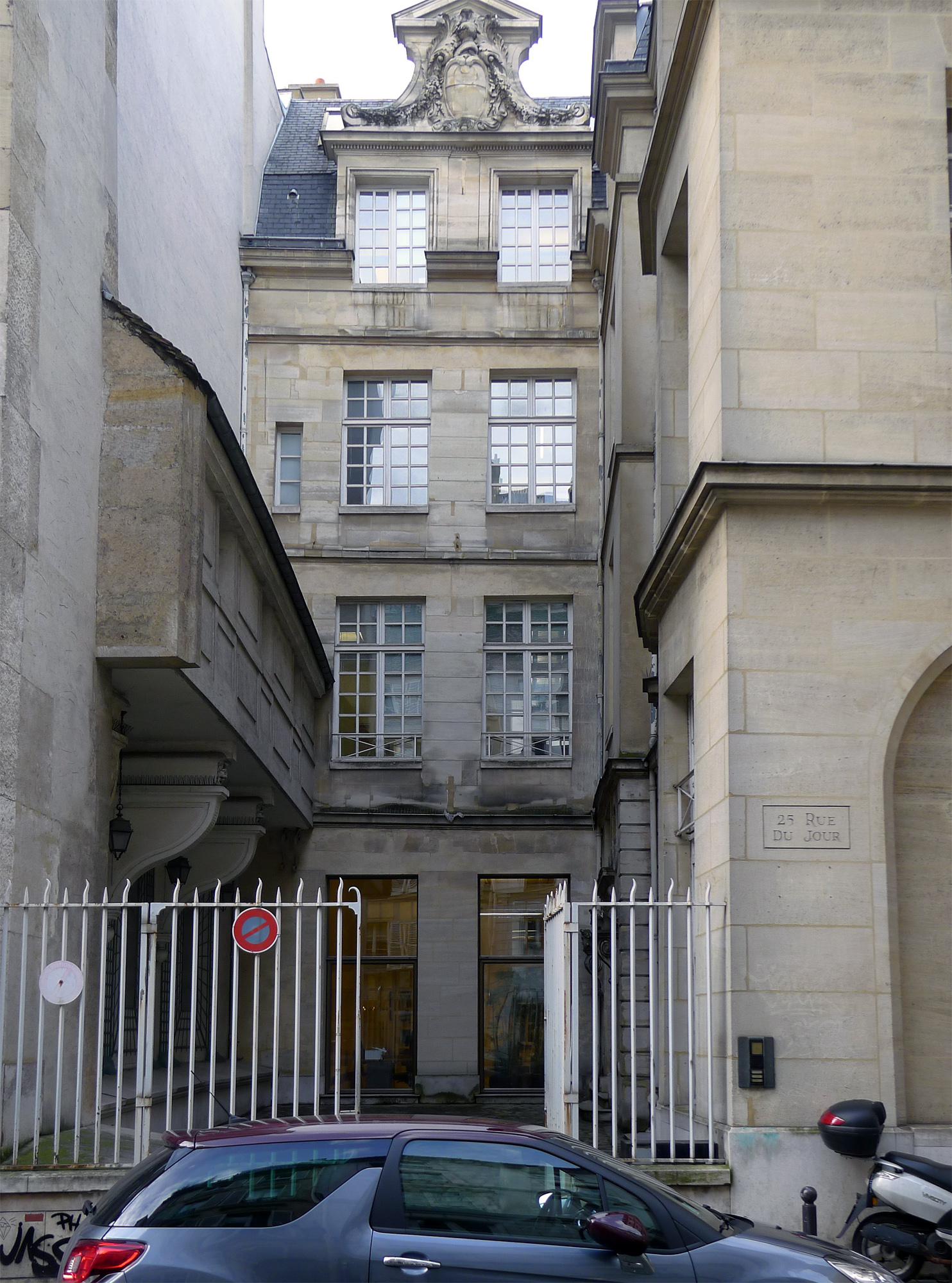
Le no 25, la résidence Edgar Suites Group vue de la rue avant rénovation en 2022 et le changement complet du portail.
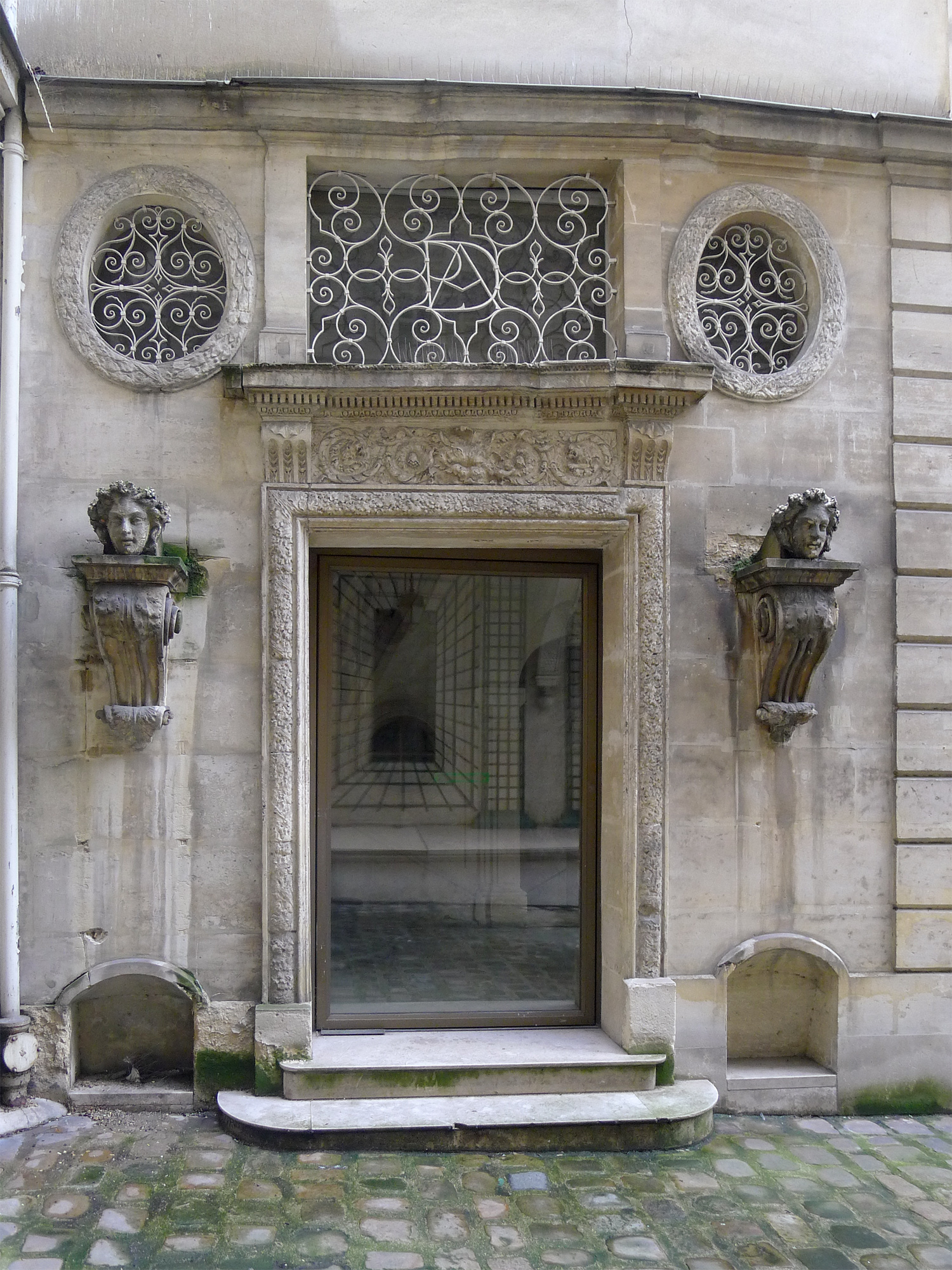
Le no 25 : entrée de la résidence Edgar Suites Group avant rénovation en 2022.

## Pour approfondir